# کمال بروجی
کمال بروجی (انگلیسی: Kamel Beroudji؛ زادهٔ ۹ سپتامبر ۱۹۴۵) بازیکن فوتبال اهل الجزایر بود.
وی همچنین در تیم ملی فوتبال الجزایر بازی کرده‌است.